# Konstantin Lopushansky
Konstantin Lopushansky (12 de junho de 1947) é um diretor de cinema russo.
Seus principais filmes são : Museum Visitors, Letters from the Dead, Ugly Swan, Solo.